# Echiochileae
Echiochileae — триба квіткових рослин родини шорстколисті (Boraginaceae). Містить 28 видів у трьох родах.

## Роди
- Antiphytum
- Echiochilon
- Ogastemma